# Böðvarsson
Böðvarsson ist ein männlicher isländischer Name.

## Herkunft und Bedeutung
Der Name ist ein Patronym und bedeutet Sohn des Böðvar. Die weibliche Entsprechung ist Böðvarsdóttir (Tochter des Böðvar).

## Namensträger
- Árni Böðvarsson (1924–1992), isländischer Grammatiker
- Böðvar Böðvarsson (* 1995), isländischer Fußballspieler
- Guðmundur Böðvarsson (1904–1974), isländischer Dichter und Übersetzer
- Jón Daði Böðvarsson (* 1992), isländischer Fußballspieler
- Reynir Böðvarsson (* 1950), isländischer Seismologe
- Sturla Böðvarsson (* 1945), isländischer Politiker